# عمار غالب
عمار غالب (مواليد 13 مارس 2001) لاعب كرة قدم عراقي محترف يلعب كمهاجم لنادي الشرطة في دوري النجوم العراقي .

## مسيرته الكروية
تم ترقية عمار غالب إلى الفريق الأول لنادي الشرطة في صيف عام 2020 بعد تألقه في صفوف شباب النادي. شارك لأول مرة مع النادي في نوفمبر 2020 ضد نادي الخالص في كأس العراق، حيث دخل كبديل في مباراة انتهت بفوز فريقه 5-0. في يناير 2021، خاض عمار أول مباراة له في الدوري مع النادي، حيث دخل كبديل ضد نادي الحدود في الدوري العراقي الممتاز. وشارك في أول مباراة ديربي بغداد له في يونيو 2021، والتي انتهت بخسارة ضد نادي الزوراء. في يونيو 2023، سجل عمار غالب هدفًا ادى الى فوز نادي الشرطة بنتيجة 5-0 خارج أرضه على نادي النجف، مما ساعد الفريق في الحفاظ على صدارة جدول الترتيب. في يوليو، فاز نادي الشرطة باللقب للموسم الثاني على التوالي، مما منح المهاجم الشاب ثاني ميدالية في الدوري العراقي الممتاز خلال مسيرته. وفي الأسبوع التالي، كان عمار غالب جزءًا من تشكيلة نادي الشرطة التي سافرت إلى المملكة العربية السعودية للمشاركة في بطولة كأس العرب للأندية الأبطال 2023، حيث وصل الفريق إلى نصف النهائي، وكان النادي الوحيد بين الفرق الأربعة المتأهلة من خارج الدوري السعودي للمحترفين.
في سبتمبر 2023، وقع نادي النفط مع المهاجم الشاب على عقد إعارة للموسم المقبل. وفي مارس 2024، سجل عمار غالب هدفًا لنادي النفط في فوز مهم 3-2 على نادي القاسم في دوري نجوم العراق.

## مسيرته الدولية
تلقى عمار غالب أول استدعاء له إلى منتخب العراق تحت 23 عامًا في أغسطس 2021 خلال معسكر تدريبي في تركيا، حيث شارك في مباراة ودية انتهت بهزيمة الفريق أمام ليبيا. وحافظ عمار على مكانه في تشكيلة منتخب العراق في سبتمبر 2021، حيث شارك في مباراتين وديتين ضد منتخب الإمارات تحت 23 عامًا في الفجيرة. في أكتوبر، تم استدعاء عمار مرة أخرى إلى منتخب العراق للمشاركة في بطولة اتحاد غرب آسيا تحت 23 سنة 2021 في السعودية، حيث وصل المنتخب العراقي إلى نصف النهائي. وظل عمار في تشكيلة منتخب العراق خلال تصفيات كأس آسيا تحت 23 سنة 2022 التي أقيمت في وقت لاحق من الشهر ذاته، حيث ساهم في تأهل بلاده إلى البطولة. وكان عمار جزءًا من تشكيلة منتخب العراق في بطولة دبي الدولية 2022 في مارس، حيث سجل هدفًا واحدًا في المباراة ضد السعودية. في مارس 2023، تم استدعاء غالب مرة أخرى إلى منتخب العراق للمشاركة في بطولة الدوحة الدولية تحت 23 عامًا. وبقي مع تشكيلة منتخب العراق التي سافرت إلى الكويت في سبتمبر للمشاركة في تصفيات بطولة آسيا تحت 23 سنة لكرة القدم 2024، حيث تأهل المنتخب إلى البطولة.

## الأوسمة
الشرطة
- الدوري العراقي الممتاز : 2021–22، 2022–23

منتخب العراق تحت 23 سنة لكرة القدم
- بطولة غرب آسيا تحت 23 سنة : 2023